# Salt (canção)
"Salt" é uma canção da cantora norte-americana Ava Max, gravada para seu álbum de estreia Heaven & Hell (2020). Foi lançada como quarto single do álbum em 19 de dezembro de 2019 pela Atlantic Records. "Salt" foi lançada originalmente no YouTube e SoundCloud em 2018, e foi escrita por Max, Autumn Rowe, Madison Love, Nicole Morier, e o produtor Cirkut.

## Desempenho nas tabelas musicais

### Posições
| Tabela musical (2019–2020)           | Melhor posição |
| ------------------------------------ | -------------- |
| Alemanha (GfK Entertainment Charts)  | 10             |
| Áustria (Ö3 Austria)                 | 8              |
| Bélgica (Ultratop 40 da Valônia)     | 9              |
| Bélgica (Ultratop 50 de Flandres)    | 23             |
| Chéquia (Singles Digitál Top 100)    | 85             |
| Croácia (HRT)                        | 29             |
| Dinamarca (Hitlisten)                | 25             |
| Eslováquia (Rádio Top 100)           | 1              |
| Eslováquia (Singles Digitál Top 100) | 40             |
| Eslovênia (SloTop50)                 | 3              |
| Finlândia (Suomen virallinen lista)  | 6              |
| França (SNEP)                        | 38             |
| Grécia (IFPI)                        | 66             |
| Hungria (Rádiós Top 40)              | 15             |
| Hungria (Single Top 40)              | 8              |
| Hungria (Stream Top 40)              | 22             |
| Irlanda (IRMA)                       | 98             |
| Letônia (Latvijas Top 40)            | 37             |
| Lituânia (AGATA)                     | 34             |
| Noruega (VG-lista)                   | 5              |
| Países Baixos (Dutch Top 40)         | 16             |
| Países Baixos (Mega Single Top 100)  | 35             |
| Polónia (Polish Airplay Top 5)       | 1              |
| Suécia (Sverigetopplistan)           | 33             |
| Suíça (Schweizer Hitparade)          | 8              |
| União Europeia (Euro Digital Songs)  | 15             |

## Certificações
| Região | Certificação | Vendas   |
| --- | ------------ | -------- |
| Alemanha (BVMI) | Ouro         | 200.000‡ |
| Áustria (IFPI Austria) | Ouro         | 15.000*  |
| Brasil (Pro-Música Brasil) | Ouro         | 20.000‡  |
| Canadá (Music Canada) | Ouro         | 40.000‡  |
| Dinamarca (IFPI Dinamarca) | Ouro         | 45.000‡  |
| França (SNEP) | Ouro         | 100.000‡ |
| Polónia (ZPAV) | Platina      | 20,000*  |
| *vendas baseadas apenas na certificação ^distribuições baseadas apenas na certificação ‡vendas+valores de streaming baseados apenas na certificação |              |          |